# Рубінштейн Олександр Львович
Олекса́ндр Льво́вич Рубінште́йн (*1885) — російський журналіст.
Народився 1885 р. Працював в Одеському політпросвіті.
Друкувався в журналах «Силуэты» і «Зритель».
Автор сценаріїв стрічок: «Потоки» (1923), «Від темряви до світла» (1924), «Кафе Фанконі» (1927, у співавт. з С. Уейтингом).